# Kamena Vourla

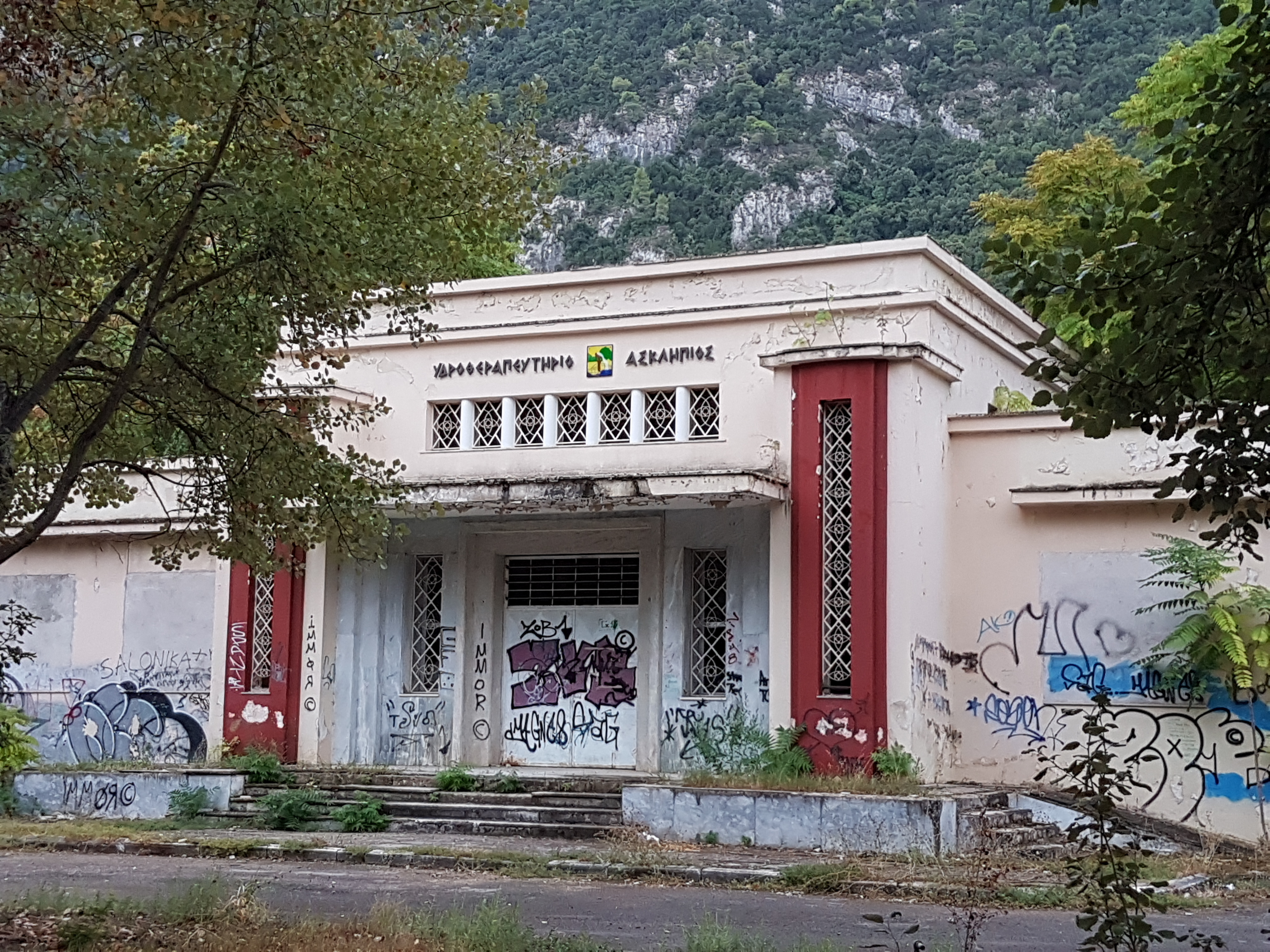
Badehaus Asklepios

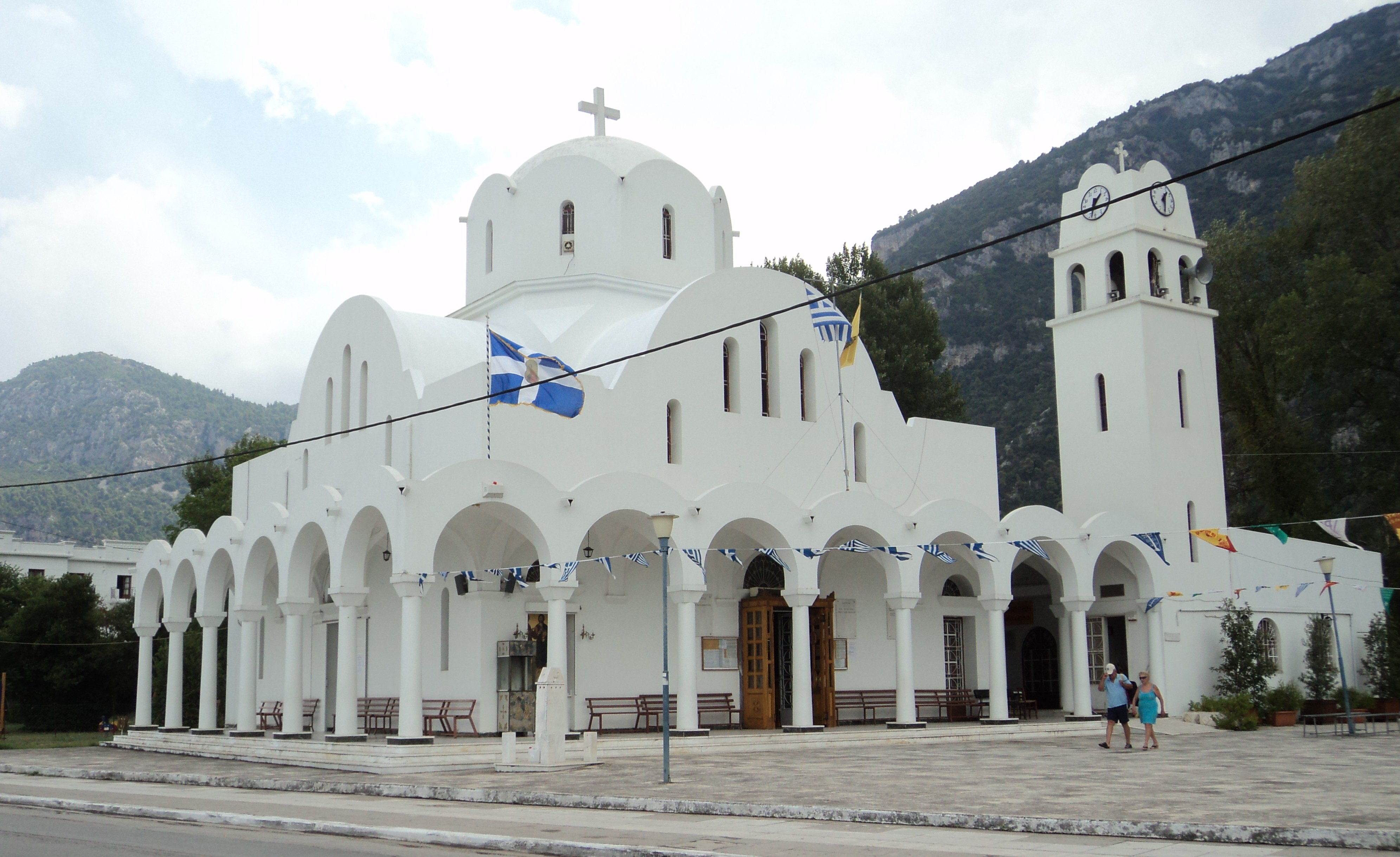
Kirche Agios Panteleimon in Kamena Vourla

Kamena Vourla (griechisch Καμένα Βούρλα (n. pl.)) ist eine Küstenstadt in der griechischen Region Mittelgriechenland im Regionalbezirk Fthiotida. 2010 wurde sie Sitz der Gemeinde Molos-Agios Konstantinos, die 2018 in Kamena Vourla umbenannt wurde. Kamena Vourla ist ein bei griechischen Touristen beliebter Ferienort und nach Loutra Edipsou das zweit bedeutendste Heilbad Griechenlands.

## Geografie
Kamena Vourla liegt an der Südküste des Golf von Malia etwa 3 km westlich des Kap Knemis. Südlich der Stadt erhebt sich der 924 m hohe Mavrologos. Die Dimotiki Kinotita Kamena Vourla besteht aus der gleichnamigen Stadt mit 2672 Einwohnern, dem Bergdorf Karya mit 53 Einwohnern, das etwa 2,5 km südlich in 750 m bei dem Berg Mavrologos liegt sowie dem Weiler Skoufi mit 7 Einwohnern. Im Nordwesten grenzt es an die Dimotiki Kinotita Kenourgio, im Südwesten an die Dimotiki Kinotita Reginio und im Osten an die Dimotiki Kinotita Agios Konstantinos.
Am Südrand der Stadt führt die Autobahn Aftokinitodromos 1 vorbei, die Athen mit Thessaloniki verbindet. Diese ersetzte seit den 1990er Jahren die alte Nationalstraße 1, die durch Kamena Vourla führt.

## Benennung
Die Herkunft des Namens Kamena Vourla ist umstritten. Eine Legende besagt, dass die byzantinische Adelsfamilie Vourlad im 12. Jahrhundert große Ländereien in der Nähe der antiken Stadt Klazomenai besaß. Deshalb wurde nach ihr eine Stadt Vourla, das heutige Urla benannt. Am 9. September 1922, während der Kleinasiatischen Katastrophe, wurden jedoch die Häuser der dort siedelnden Griechen verbrannt und die Einwohner vertrieben. Die meisten Flüchtlinge aus der Stadt siedelten sich unterhalb des Mavrologos an und nannten ihre neue Heimat Kamena Vourla, also verbranntes Vourla. Dieser Legende widerspricht jedoch die Tatsache, dass die Stadt bereits zuvor Kamena Vourla genannt wurde.
Eine andere Legende berichtet, dass während der Herrschaft der Osmanen, der Ort hieß damals noch Paliochori (Παλιοχώρι ‚altes Dorf‘), die Bewohner von osmanischen Truppen angegriffen wurden. Die Einwohner versteckten sich jedoch zwischen Binsen und blieben so verschont. Als Dank für ihre Errettung sagten sie „Möge es den armen Binsen gut gehen“ («ας είναι καλά τα καημένα τα βούρλα!»). Der Name soll somit „arme Binsen“ bedeuten.
Das Lexikon der Neugriechischen Sprache führt den Namen der Stadt auf die Art wie das Sumpfland in ihrer Umgebung trockengelegt wurde, also neben der Drainage durch Verbrennung der Vegetation, die hauptsächlich aus Binsen bestand. Der Name soll somit „verbrannte Binsen“ bedeuten.

## Geschichte
Etwa 1,7 km südöstlich von Kamena Vourla lag auf dem 615 m hohen Gouvali die antike Stadt Knemis. Strabon erwähnt einen Hafen von Knemis 20 Stadien westlich der Hafenstadt Daphnus. T. D. Papanagiotou lokalisierte diesen Hafen etwa 1,5 km nördlich von Knemis am Asproneri-Strand. Hier fand er am Ort Mavrolithia schwarz verfärbte Steinblöcke einer halbversunkenen, isodomen Mauer, vermutlich die Kaimauer eines Hafens. Weitere 20 Stadien westlich lag der Hafen der Stadt Thronium. Vermutlich handelt es sich bei diesem Hafen um das heutige Kamena Vourla.
Nach dem Niedergang von Knemis verlor auch der Hafen an Bedeutung. William Martin Leake, der im November 1805 die Gegend bereiste nannte den damaligen Namen des Hafenortes Nikoraki. Am 19. August 1912 unterzeichneten der griechische Thronfolger Konstantin und der Innenminister Emmanouil Repoulis ein Dekret, wonach Kaymena Vourla zur Gemeinde in der Präfektur Fokida und Fthiotida erhoben wurde. Mit dem Bau der Kureinrichtungen im Jahre 1936 wuchs Kamena Vourla über die Jahre zu einer Kleinstadt heran.

## Kurbetrieb
1928 wurden die Kureinrichtungen, die von 500 Menschen pro Jahr aufgesucht wurden, als primitiv beschrieben. Mit der steigenden Nachfrage nach Kuranwendungen wurde 1936 südwestlich außerhalb des Ortes das erste Badehaus Asklepios (Υδροθεραπευτήριο Ασκληπιός Ydrotherapevtírio Asklipiós) und etwa 100 m westlich das Hotel Kallidromos (Ξενοδοχείο Καλλίδρομος Xenodochío Kallídromos) errichtet. Ein Jahr später folgte das Hotel Radion (Ξενοδοχείο Ράδιον Xenodochío Rádion) mit 94 Betten. Während des Zweiten Weltkriegs war der Bäderbetrieb weitestgehend eingestellt. Ab den 1950er Jahren stieg die Nachfrage nach Kuranwendungen wieder stark an. Viele Hotels darunter auch die Luxushotels Galini und Thronion entstanden. 1974 wurde das zweite Kurgebäude Hippokrates (Υδροθεραπευτήριο Ιπποκράτης Ydrotherapevtírio Ippokrátis) etwa 100 m östlich des ersten errichtet.
Ab der Mitte der 1980er Jahre nahm die Nachfrage nach Kuraufenthalten stetig ab. Der Bäderbetrieb wurde immer weiter eingeschränkt bis schließlich das alte Badehaus aufgegeben wurde. 2000 wurde das Hotel Galini und das Kurgebäude Hippokrates an einen privaten Betreiber vergeben.

### Thermalquellen
Die vier Thermalquellen Kamena Vourlas entspringen alle am Fuße des Mavrologos. Sie entstanden durch geologische Prozesse. Eine radonhaltige, radioaktive Quelle speist den Bäderbetrieb. Die Quelle Milos Koniavati (Μύλος Κονιαβίτη ‚Koniavatis-Mühle‘) ist schwefelwasserstoffhaltig. Die Afroditi-Quelle enthält kolloidal gelösten Schwefel und eine weitere Quelle ist eisenhaltig.

## Touristische Ziele
Neben dem organisierten Bäderbetrieb gibt es etwa 1 km westlich von Kamena Vourla und südlich der Autobahn die frei zugänglichen Becken des Thermalbads von Milos Koniavati und etwa 450 m weiter westlich des Koniavati-Thermalbad. In den Sommermonaten lädt der etwa 1,3 km lange Strand zum Sonnenbaden ein. Es werden auch Bootstouren zu den Lichaden und dem Wrack des Betonschiffs Pionier I angeboten. Etwa 1 km südwestlich der Stadt liegt das Kloster Metamorphoseos tou Sotiros aus dem 11. Jahrhundert.
Auf dem Mavrologos und um den Bergort Karya wurden zahlreiche markierte Wanderwege angelegt, die in der kälteren Jahreshälfte Wanderer anlocken.